# يوشيو ميكي
يوشيو ميكي هو منافس ألعاب قوى ياباني، (و. 1905  م).

## وصلات خارجية
- يوشيو ميكي على موقع أوليمبيديا (الإنجليزية)